# Скороходов Ігор Михайлович
Ігор Михайлович Скороходов (рос. Игорь Михайлович Скороходов; 4 травня 1986, м. Череповець, СРСР) — російський хокеїст, нападник. Виступає за «Югра» (Ханти-Мансійськ) у Континентальній хокейній лізі. 
Вихованець хокейної школи «Сєвєрсталь» (Череповець). Виступав за «Сєвєрсталь» (Череповець), «Трактор» (Челябінськ), ХК «Липецьк», ХК «Бєлгород», «Витязь» (Чехов).